# الشاب رضوان
الشاب رضوان، مغني راي جزائري اختص تحديدا في صنف الراي لوف. ولد يوم 1 جانفي 1970 بوهران الجزائرية.

## بدايته ومشواره
بدأ الغناء في أوائل سنة 2000 كمغني الملاهي الليلية، وفي سنة 2006 قام بحفلة بحي الجوهرة بمدينة وهران وأصدر في نفس السنة ألبوم للأغاني التي أداها في هذه الحفلة تحت عنوان «لايف في الجوهرة». واشتهر بشكل أكبر سنة 2007 حين أصدر ألبومي: «جامي نوليلها» و«لايف في ماركيز» .

أغلب الألبومات التي أصدرها الشاب رضوان هي ألبومات أغاني حفلاته، سواء أغاني من تأليفه وأدائه أو أغاني لفنانين آخرين كالشاب حسني. حيث قام بتأدية عدة أغاني لهذا الأخير بعد طلبات الجمهور خلال حفلاته، كأغاني: «علاش نبغيها وتعجبني»، «قالو تجوجت إيميقري» و«شوفي عمري شا صرا».

## بعض أغانيه
- كولشي ولا نورمال
- واعرة واعرة
- رحميني كيما ربي يرحم
- راني مجروح من قلبي
- نفوطي غير عليك
- قولولها قولولها
- صرات الغلطة صرات
- كي راحت عليا حسيت
- جامي نوليلها
- سوفرونس
- راهي تسهر على بالي
- عليك نصبر

## أهم ألبوماته
- لايف في الجوهرة:[3] (2006)
- جامي نوليلها:[3] (2007)
- لايف في ماركيز:[3] (2007)
- لايف في بالاس:[3] (2008)
- واعرة واعرة:[3] (2008)

## وصلات خارجية
- موقع الراي: دي زاد ميوزيك: DZ Music

1. ↑  موقع يالا: الشاب رضوان نسخة محفوظة 23 أغسطس 2011 على موقع واي باك مشين.
2. ↑  الشاب رضوان على موقع مزموم نسخة محفوظة 14 سبتمبر 2017 على موقع واي باك مشين.
3. 1 2 3 4 5  اضغط هنا لتصفح الوصلة: أهم ألبومات الشاب رضوان. نسخة محفوظة 18 يونيو 2017 على موقع واي باك مشين.

{